# 全力回避フラグちゃん!
『全力回避フラグちゃん！』（ぜんりょくかいひフラグちゃん！、英語: Grim Reaper Flag Chan!）とは、漫画原作者のbikiによる原作で、株式会社Plottにより制作・配信されているYouTubeオリジナルアニメーション作品。また、それを元に他の媒体で展開する諸作品。

## 概要
制作元が同じ姉妹チャンネルの『テイコウペンギン』、『混血のカレコレ』に続き、2019年11月2日よりPlottによりYouTube上での配信を開始した。
死亡フラグを題材とし、何の取り柄もないモブ男が死亡フラグを立てると、死神である死亡フラグが現れ、モブ男は全力で死亡フラグを回避しようするドタバタギャグコメディ。
死亡フラグを擬人化したら面白いかもという妄想から作品は生まれた。
2020年1月には、チャンネル開設から約2ヶ月で、登録者数が10万人を突破し、2022年12月時点で登録者数70万人を超え、170本以上の投稿が100万回以上再生されるチャンネルへと成長した。2023年6月3日に登録者数は100万人を突破した。
2021年12月には、ライトノベル化が行われた。
一話完結型でのギャグ展開が基本であるが、シリアスな展開のあるストーリー編や、キャラクターたちによる「歌ってみた」動画なども公開されている。また、毎回モブ男のシチュエーションは変わる。。
また、姉妹チャンネルとのコラボも行われることがある。

## 物語形式
何の取柄も無い男・モブ男の前に、突然少女が現れた。だが、その少女の正体は、死神・死亡フラグだった。
実は、モブ男の住む世界は、失敗を繰り返す死亡フラグのために用意された練習用のための仮想世界で、モブ男はその練習台だったのである。
果たして、死亡フラグは立派な死神になることができるのか？
そして、モブ男は死亡フラグを回避することができるのか？
扱われるテーマは幅広く、科学的知見を取り入れたり、社会風刺的要素も扱われている。

## 登場人物

### 主要キャラクター
モブ男 / 人間No.1
声 - 梶川翔平
本作の主人公。誕生日：11月2日。身長：170cm、体重：60kg。一人称は「俺」。
何の取柄も無い男。アホでマヌケでスケベなダメ人間であり、様々な状況でフラグを立てているが、いざというときには優しさや勇敢さを見せる。巨乳好きで、特技は死んだふり。動画によって年齢と職業、性格等が違うが、最後で死亡する事が多い。
元は、落ちこぼれだった死亡フラグの為に神様が作り出したトレーニング用のシステム（プログラム）だが、何らかのバグにより自我が芽生え始める。
後に、紆余曲折を経て、神様により人間No.1（役割（ロール）：練習台（トレーナー））として生まれ変わった。
死亡フラグ / 死神No.269
声 - 武田華
本作のもう1人の主人公兼ヒロイン。誕生日：4月5日。身長：145cm。一人称は「私」。フラグが立った時の台詞は「立ちました!」。
死亡フラグが立った時に現れる死神見習いの美少女だが、フラグが立った人を助けてしまう優しい性格故に、全く回収出来ずにいる。
そのため、神様が作り出したトレーニングシステム・モブ男で練習する事になるが、彼に恋愛感情を抱き始めるものの、彼に対してはツンデレなところがある。
黒いTシャツに白文字で『死亡』と書かれた、通称：死亡Tシャツが特徴。
大食いで、中でも○ーゲンダッツが好物。反面、料理は苦手。
生存フラグ / 天使No.11
声 - 武田華
生存フラグが立った時に現れる天使。誕生日：12月1日。身長：155cm。一人称は「わし」。フラグが立った時の台詞は「立ったぞ」。
フラグ回収は優秀だが、ほとんどの人を病院送りにしてしまっている事から、モブ男がいる仮想世界で練習する事になる。
上述の通り、性格はいわゆるドSで攻撃的な言動が目立つが、本当は優しくなりたいと思っている。意外と照れ屋でツンデレ。猫好きで折り紙が得意。趣味は、筋トレ。お化けが苦手。
恋愛フラグ / 天使No.51
声 - 武田華
恋愛フラグが立った時に現れる天使。誕生日：7月7日、身長：151cm。一人称は「僕」。フラグが立った時の台詞は「立ったよ～」。
ノリが良いが、悪戯好きで腹黒く小悪魔な性格。モブ男を玩具として翻弄して楽しんでいる。
フラグ回収より、自分が楽しむことを優先する快楽主義者。
天界アイテムを使って、様々な騒動を巻き起こす。恋占いが好きで、お菓子作りが得意。
失恋フラグ / 死神No.51
声 - 岡村明香
失恋フラグが立った時に現れる死神。誕生日：7月7日、身長：151cm。一人称は「アタシ」。フラグが立った時の台詞は「立っちゃった!」。
仮想世界を覗いてモブ男がフラれてもめげない姿に惹かれて以来、彼に強い想いを寄せている。
死亡フラグを始め、彼に近付く女性を別れさせようとするが、なぜか空回りをしてしまう不憫な体質。
フラグ回収は優秀だが、本当はカップルを応援したいと思っている為、恋愛フラグに憧れを抱いている。性格は明るいがストーカー気質のあるヤンデレのため、モブ男からは冷たくあしらわれている。家事全般と裁縫が得意。
破滅フラグ / 死神No.270 / 堕天使No.0
声 - 岡村明香
破滅フラグが立った時に現れる死神。誕生日：8月2日、身長：140cm。一人称は「ぼく」。フラグが立った時の台詞は「立ったね!」。
フラグの中で、初の男性キャラ。死神No.269、いわゆる死亡フラグの後輩である。
フラグ回収は計画を立てるタイプだが、やり方がダイナミックであり無関係な人達まで巻き込んでいる。そのため、モブ男のいる仮想世界で演習するが、彼のマイペースぶりに振り回された。生意気な性格で、モブ男の事を「クズ」呼ばわりしている。
好物は甘いもので、趣味はゲーム。注射が苦手。
記憶喪失の状態で、天界に迷い込んだところを神様に拾われた。
だが、その正体は、天界の闇を増大させ、堕天させることを目的に地獄から遣わされた堕天使No.0。

### その他の天界の住人
神様
声 - 梶川翔平
天使と死神を生み出した存在。身長：180cm。アロハシャツを着ている。創造の力を持つ。趣味は衣装作りだが、センスに難がある為、人望は無い。死亡フラグが着ている死亡Tシャツは自身が作ったものだが全く人気が無く、死亡フラグだけが神様を憐れんで仕方なく着たものの、現在はその服を気に入っている様子。
普段は頼りないが、面倒見は良い。仮想世界を作っているのでITの腕はまあまあ
死神No.1
声 - 岡村明香
死神の中で最もフラグを回収してきた優秀な死神。神様と共にフラグ回収のトレーニングシステム（仮想世界）を作った。
普段は、ドクロの顔に黒いローブを被り鎧の様な全身黒服の外装をまとっているが、正体は小さな少女である。
父親フェス
死神No.13
声 - 武田華
死神の中でトップクラスの成績を誇る死神で、他の死神からも憧れの的。
落ち着いた性格。趣味は、ゲーム。
憤怒の死神 / 死神No.71
声 - 武田華
大罪シスターズの長女。かなり威圧的な性格の死神。反面、面倒見が良い。
強欲の死神 / 死神No.72
声 - 武田華
大罪シスターズの次女。ギャンブル好きな死神。だが、大抵は大負けしている。
嫉妬の死神 / 死神No.77
声 - 武田華
大罪シスターズの七女（末子）。狂気的な性格の死神。恋愛フラグとのキャラ被りを気にしている。
ナナ / 天使No.7
声 - 岡村明香
かつて生存フラグの相棒だった天使。
持ち前の強運で、フラグを回収する。
慈愛の死神 / 死神No.0
声 - 武田華
神様、破壊神と共に以前の天界に存在していた死神。見た目が死亡フラグと酷似している。破壊神に殺害された描写がある。
スクープフラグ / 天使No.319
声 - 相良茉優
天界の新聞記者。活発な性格だが、誤報を出してしまうこともある。

### 仮想世界の住人
モブ美
声 - 武田華
モブ男のガールフレンド。モブ男がセクハラ発言をすると、殴って立ち去ってしまう。
ビリー
声 - 梶川翔平
坊主とサングラスが特徴の黒人男性。語尾に「…ピョン」をつける。
ギャル美
声 - 武田華
ギャル。
モテ男
声 - 梶川翔平
モテモテの男。
モテ美
声 - 武田華
モテモテの女。
お茶の水虫博士
声 - 梶川翔平
発明家。モブ男に様々な発明品を提供するが、欠陥がある事も多い。
モブ子
声 - 岡村明香
モブ男の妹と名乗る少女。身長：148cm。実は、モブ男が女体化した姿。
ソネ美
声 - 武田華
ブラック企業に務める大柄な女性。自身は恋人がいないにも関わらず、周りはどんどん結婚して幸せになっていることから劣等感と嫉妬心を抱いている。兄が一人いる。
注目を集めようと、死亡フラグに成りすますが、本物の死亡フラグに成敗された。

### 地獄の住人
破壊神
声 - 梶川翔平
神様の弟。地獄を支配する存在。魂を浄化・破壊する力を持つ。冷酷非情な性格。
顔は神様と瓜二つだが、首に切断された傷跡がある。天界を堕天させようと企む。
フェン
声 - 保住有哉
キャップ帽を被った悪魔。自称：悪魔特攻（ブッコミ）隊長。異名は「堕犬」。粗暴な性格だが、破壊神への忠誠心は強い。フラグを折ろうと奮闘するが、頭が悪い為、失敗ばかりしており、遂に地獄を追い出された。その後は人間界で暮らしている。好物は、カレーパン。
飢えて途方に暮れていたところを破壊神に拾われた。
シラツチ / ましろ
声 - 保住有哉
白狐の仮面と白装束が特徴的な悪魔。異名は「天狐」。人間に成りすまして、モブ男や死亡フラグ達が通う学校に新任教師として潜入する。後者は人間に成りすました際の偽名。人間を見下す冷徹な性格。モブ男曰く「意識高い系」。
レローゼ
声 - 住谷哲栄
奇抜なサングラスを掛け、紫のパーカーを着た悪魔。軽薄で無邪気な性格。恋愛フラグ曰く「ウザ悪魔」。「邪鬼」の異名を持つが、本人はこの呼び名を嫌っている。
ファルシュハイト
声 - 住谷哲栄
燕尾服を着た悪魔。落ち着いた物腰だが、プライドが高い。

## 用語
フラグ
本項目では、作中の設定について解説。フラグが立ったときに、天使や死神が現れる。天使と死神は、フラグを回収することで魂を正しき運命に導くことを使命としているが、第3章からはフラグを折る悪魔が登場。
フラグが回収されなかった魂は、間違った運命へ向かい、地獄に落ちてしまう。
天界
現世とは異なり、死神や天使が住む世界。
天界アイテム
天界に存在するアイテム。通常ではできないことを可能にする様々なアイテムがある。
地獄アイテム
地獄に存在するアイテム。天界アイテム同様、通常では出来ないことを可能にするが、トラブルを起こす原因にもなっている。
地獄
悪魔と堕天使が住む世界。作中では、人間が死後逝くところとされ、破壊神が魂を浄化・破壊することで、輪廻転生のサイクルを廻していたのだが…。

## 他の媒体での展開

### ライトノベル
2021年12月より、壱日千次による執筆、さとうぽてによるイラストによりライトノベル化が行われ、KADOKAWA MF文庫Jより書籍が販売されている。
ライトノベル版は、「次にくるライトノベル大賞2022」に入賞し、文庫部門5位、10代読者投票3位となった。

### コミカライズ
2022年に、ライトノベル版を元にしたコミカライズ化が決定し、『コミックアルナ』にて2023年4月号から2024年7月号まで、原田靖生によるコミカライズ版が連載された。

### 英語版チャンネル
AnyMind Japanにより、海外向けの英語版のチャンネルが存在する。英語吹替と英語字幕もしくは原語音声と英語字幕での形式で動画が投稿されている。

## 商品展開
アニメイトでのグッズ販売、フェアの開催、タイトーステーションとのコラボなどで、姉妹チャンネルとともにキャラクター商品の展開を行なっている。

## 書籍
- 壱日千次（著者）・さとうぽて（イラスト）・Plott/biki（原作）『全力回避フラグちゃん！』KADOKAWA〈MF文庫J〉、既刊7巻（2024年12月25日現在）
  1. 2021年12月24日発売[7]、ISBN 978-4-04-681099-1
  2. 2022年3月25日発売[21]、ISBN 978-4-04-681292-6
  3. 2022年7月25日発売[22]、ISBN 978-4-04-681583-5
  4. 2023年4月25日発売[23]、ISBN 978-4-04-681940-6
  5. 2023年10月25日発売[24]、ISBN 978-4-04-682993-1
  6. 2024年5月24日発売[25]、ISBN 978-4-04-683608-3
  7. 2024年12月25日発売[26]、ISBN 978-4-04-684338-8

- 壱日千次/Plott/biki（原作）・原田靖生（著者）『全力回避フラグちゃん！』KADOKAWA〈MFコミックス〉、全2巻
  1. 2023年9月13日発売[27]、ISBN 978-4-04-682711-1
  2. 2024年8月17日発売[28]、ISBN 978-4-04-683771-4